# Guillaume Perrin
Pour les articles homonymes, voir Perrin.
Guillaume Perrin, né le 27 février 1757 à Bordeaux et décédé le 18 avril 1836 dans cette même ville, est un avocat français aux opinions jacobines. Il exerce la charge d'accusateur public sous la convention, puis est député de la Gironde sous le Directoire (1795-1799). Favorable au coup d'État du 18 brumaire, il obtient son élévation au rang de juge d'appel.

## Biographie
Fils d'un négociant bordelais, il devient avocat au barreau de Bordeaux en 1778. Partisan des idées de la Révolution, il est nommé, le 25 janvier 1795, accusateur public près le tribunal criminel du département du Bec-d'Ambès, et est élu, le 14 avril 1798, député de la Gironde au Conseil des Cinq-Cents, par 266 voix sur 342 votants. Le 27 novembre 1798, Perrin demande qu'une commission soit chargée de réviser la législation relative aux directeurs du jury ; le 19 février suivant, il devient secrétaire du Conseil. Favorable au coup d'État du 18 brumaire, il est appelé, le 31 mai 1800, aux fonctions de juge à la Cour d'appel de Bordeaux. Le 15 mai 1815, l'arrondissement de Bordeaux le choisit pour représentant à la Chambre des Cent-Jours, par 27 voix sur 43 votants. Il quitte la vie publique après cette courte législature, et meurt à quatre-vingts ans.

### Sources
- « Guillaume Perrin », dans Adolphe Robert et Gaston Cougny, Dictionnaire des parlementaires français, Edgar Bourloton, 1889-1891 [détail de l’édition]